# Canton de Kale
Ne doit pas être confondu avec District de Kale.
Pour les articles homonymes, voir Kale.
Le canton de Kale est un canton du district de Kale situé dans la division de Sagaing en Birmanie. La plus grande ville du canton est Kalaymyo.

## Géographie
Le canton de Kale longe la vallée de Kale entre la rivière Neyinzaya (en), au sud, et la rivière Myittha, au nord. Les deux rivières se rencontrent près du siège administratif de Kalemyo. À l'ouest, il est délimité par les contreforts des Chin Hills et à l'est par la chaîne de montagnes Mwegyi.
Le canton de Kale est entouré par les cantons de : 
- au nord : Tonzang (en) dans l'État Chin et Mawlaik ;
- à l'est : Kalewa et Mingin ;
- au sud : Gangaw (en) ;
- à l'ouest : Hakha, Falam, Tiddim et Tonzang de l'État Chin.

## Villes et villages
- Bogon
- Bogyi
- Chaunggyauk
- Chaunggyin
- Haka
- Hnawgon
- Honnaing
- Hpaungzeik
- Htoma Myauk
- Inbaung
- Indainggale
- Indainggyi
- Indin
- Ingyaw
- Ingyun
- Insein
- inThe
- Kalemyo
- Kanbale
- Kangyi
- Kantha
- Kinmungyon
- Kokko
- Kondo
- Kyaukka
- Kyaukpyok
- Kyawywa
- Kyetpanet
- Kyigon
- Lamaing
- Legyi
- Manda
- Mawlaik
- Myogyigon
- Myohla
- Nanhannwe
- Nankyisaung
- Nansaungpu
- Nanzalu
- Natchaung
- Nat-in (en)
- Natkyigon
- Natmyaung (en)
- Natnan (en)
- Ngapa (en)
- Nwa (Birmanie) (en)
- Okkan (en)
- Palata Sakan (en)
- Pinlon (en)
- Pyin Khone Gyi
- Sanmyo (en)
- Segyi
- Shabo (en)
- Sibin (en)
- Sihaung Ashe (en)
- Sihaung Myauk (en)
- Sihaung Taung (en)
- Sinywa (en)
- Siyin (en)
- Htauk Kyant
- Taung-u (en)
- Thayago (en)
- Thayettaw (en)
- Thazi
- Thekondan (en)
- Udu (en)
- Uyin (en)
- Yenatha (en)
- Yeshin (en)
- Zingalaing (en)